# Loch Maree
Loch Maree (gael. Loch Ma-ruibhe) – jezioro znajdujące się na wyżynach w północno-zachodniej Szkocji. Liczy 20 km długości i jest czwartym co do wielkości jeziorem słodkowodnym na terenie kraju. Jego powierzchnia wynosi 28,6 km². Znane jest z dużej obfitości pstrągów. Na jeziorze położonych jest 5 dużych, zalesionych wysp, oraz ponad 25 mniejszych.